# Aeon Zen
Aeon Zen ist eine englische Progressive-Metal-Band aus London, die im Jahr 2008 gegründet wurde.

## Geschichte
Die Band wurde im Jahr 2008 um den Multiinstrumentalisten und Musikstudenten Rich Hinks gegründet. Im Jahr 2009 erschien das Debütalbum A Mind’s Portrait, auf dem Nils K. Rue (Pagan’s Mind), Elyes Bouchoucha (Myrath) und Andreas Novak (Mind’s Eye) als Gastsänger zu hören sind, dem sich bereits im Oktober 2010 das zweite unter dem Namen The Face of the Unknown anschloss. Auf dem Album sind Michael Eriksen (Circus Maximus), Andi Kravljaca (Silent Call, Seventh Wonder), Nick D’Virgilio (Spock’s Beard), Jem Godfrey (Frost*) und Jonny Tatum (Eumeria) als Gastmusiker zu hören. Im Jahr 2012 ging die Band mit Devin Townsend Project auf eine Europatournee, die zwölf Auftritte umfasste. Im Jahr 2013 schloss sich das nächste Album unter dem Namen Enigma an. Hierauf sind Nate Loosemore von Lost in Thought, Atle Pettersen von Above Symmetry und Jonny Tatum von Eumeria als Gastsänger enthalten. Gegen Ende des Jahres erschien die EP Self Portrait. Im Jahr 2014 erschien das Album Ephemera, das von Rich Hinks produziert, gemischt und gemastert wurde. Im selben Jahr spielte die Band zudem unter anderem auf dem ProgPower Europe.

## Stil
Laut Bandbiografie auf aeonzen.com wurde die Band für Enigma durch Bands wie Dream Theater, Metallica und Opeth beeinflusst. In ihrer Rezension zu The Face of the Unknown gab Katrin Dietl vom Metal Hammer an, dass neben Hinks, der in zwei Liedern zu hören ist, zahlreiche Sänger aus dem Progressive-Metal-Bereich zu hören seien. Das Album sei wie ein Musical arrangiert und fordere zudem eine große Aufmerksamkeit des Hörers. Detlef Dengler vom Metal Hammer stellte in seiner Rezension zu Enigma Einflüsse von Symphony X, Megadeth, Genesis, Cynic und Opeth fest. In manchen Liedern mache die Band zudem auch von Growling Gebrauch.

## Diskografie
- 2009: A Mind's Portrait (Album, Time Divide Records)
- 2010: Time Divine (Single, Time Divide Records)
- 2010: A Mind's Portrait (Instrumental Soundtrack) (Kompilation, Time Divide Records)
- 2010: The Face of the Unknown (Album, Time Divide Records)
- 2011: Live in Tilburg 2011 (Live-Album, Time Divide Records)
- 2013: Enigma (Album, Nightmare Records)
- 2013: Enigma Live (Live-Album, Time Divide Records)
- 2014: Unite (Single, Eigenveröffentlichung)
- 2014: Ephemera (Album, Nightmare Records)